# Parafia Niepokalanego Poczęcia Najświętszej Maryi Panny w Ostrowicach
Parafia pw. Niepokalanego Poczęcia Najświętszej Maryi Panny w Ostrowicach – rzymskokatolicka parafia należąca do dekanatu Drawsko Pomorskie, diecezji koszalińsko-kołobrzeskiej, metropolii szczecińsko-kamieńskiej. Siedziba parafii mieści się pod numerem 38.

## Miejsca święte

### Kościół parafialny
Kościół pw. Niepokalanego Poczęcia Najświętszej Maryi Panny w Ostrowicach
Kościół parafialny został zbudowany w 1697, poświęcony 1945. Parafia utworzona w 1951 roku.

### Kościoły filialne i kaplice
- Kościół pw. św. Maksymiliana Marii Kolbego w Bornem
- Kościół pw. św. Stanisława Biskupa w Chlebowie
- Kościół pw. Najświętszego Serca Pana Jezusa w Donatowie
- Kościół pw. św. Józefa w Siecinie
- Kościół pw. św. Antoniego Padewskiego w Starym Worowie